# Diksmuide (okręg)
Diksmuide (nld. Arrondissement Diksmuide, fr. Arrondissement administratif de Dixmude, niem. Bezirk Diksmuide) – okręg w północnej Belgii, w Regionie Flamandzkim, w prowincji Flandria Zachodnia.  

## Podział administracyjny
Okręg podzielony jest na pięć gmin (nld. gemeente, fr. commmune, niem. Gemeinde), w skład których wchodzi 26 dzielnic (deelgemeente)
| - Diksmuide (Dixmude), miasto - Beerst - Esen - Kaaskerke (Caeskerke) - Keiem (Keyem) - Lampernisse - Leke - Nieuwkapelle (Nieucapelle) - Oostkerke - Oudekapelle (Oudecapelle) - Pervijze (Pervyse) - Sint-Jacobskapelle (Saint-Jacques Capelle) - Stuivekenskerke (Stuyvekenskerke) - Vladslo - Woumen - Houthulst - Jonkershove - Klerken - Merkem - Koekelare - Bovekerke - Zande - Kortemark - Handzame - Werken - Zarren - Lo-Reninge, miasto - Lo (Loo) - Noordschote - Pollinkhove - Reninge (Reninghe) |